# Eduardo Lonardi
Eduardo Ernesto Lonardi Doucet, född 15 september 1896 i Buenos Aires, död 22 mars 1956 i Buenos Aires, var en argentinsk militär och politiker. Efter en militärkupp i september 1955 var han Argentinas president till november samma år.

## Biografi
Under sin militära karriär tjänstgjorde Lonardi bland annat i Chile som militärattaché 1943, samt i Washington, D.C. 1947–48. Som konservativ nationalist kom han att motsätta sig de åtgärder för att minska den katolska kyrkans politiska inflytande som vidtogs under president Juan Perón; år 1951 pensionerades han från militären efter anklagelser om att ha konspirerat mot Perón. Året därpå fängslades han under en period, misstänkt för att ha planerat en statskupp.
I september 1955 ledde Lonardi en framgångsrik militärkupp mot Perón, och utsågs därefter till president. Inom militären rådde dock oenighet om hur man skulle förhålla sig till peronismen. Lonardi var inställd på att genomföra vissa förändringar – bland annat ett återupprättande av kyrkans makt och åtgärder mot korruptionen – men motsatte sig bland annat avskaffandet av Peróns statliga åtgärder inom ekonomin och sociala reformer. En annan, liberal falang förespråkade en strikt ”avperonisering” av staten, fackföreningarna och samhället i stort. De senare hade även brett stöd bland delar av bonde- och medelklasserna. 
Redan i november 1955 stod det klart att den senare falangen gått segrande ur konflikten, och Lonardi tvingades lämna presidentposten. Han efterträddes av den mer extreme antiperonisten Pedro Eugenio Aramburu, och avled året därpå.